# Dinomenidi
(Simonide di Ceo celebra la vittoria dopo la Battaglia di Imera)

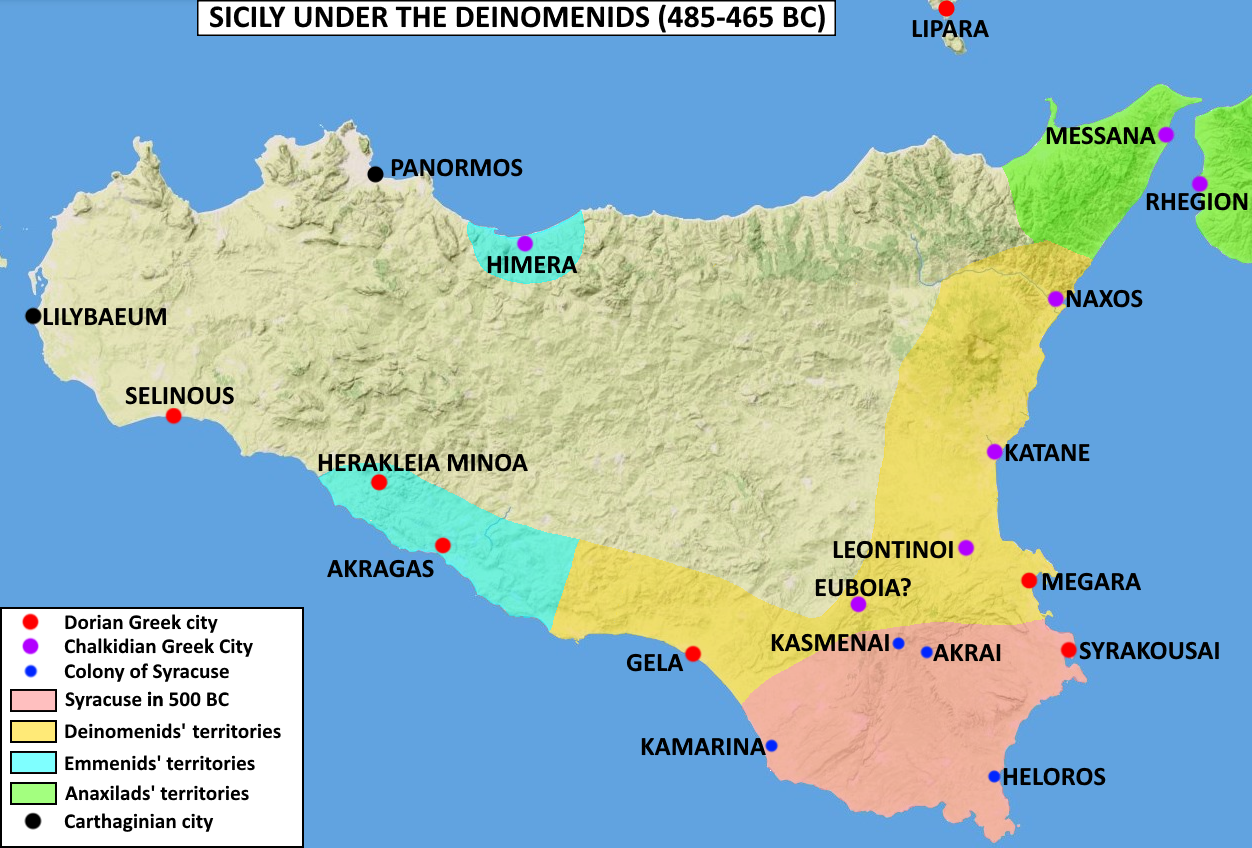
La Sicilia sotto Emmenidi e Dinomenidi

I Dinomenidi furono una dinastia di tiranni greci di Sicilia. Essi presero il nome dal capostipite, Dinomene, vissuto verso il VI sec. a.C., il quale ebbe quattro figli: Gelone, Gerone I, Polizelo e Trasibulo, divenuti tutti tiranni sicelioti. La fine del loro dominio venne ufficialmente attestata nel 465 a.C. con la fase rivoluzionaria che portò all'esilio del figlio minore di Dinomene, Trasibulo, da Syrakousai presso la località calabra di Locri. Tuttavia alcuni personaggi influenti, come Gerone II, rivendicarono molti decenni più tardi l'appartenenza a questa famiglia, narrandone le discendenze.

## Albero genealogico dei Dinomenidi

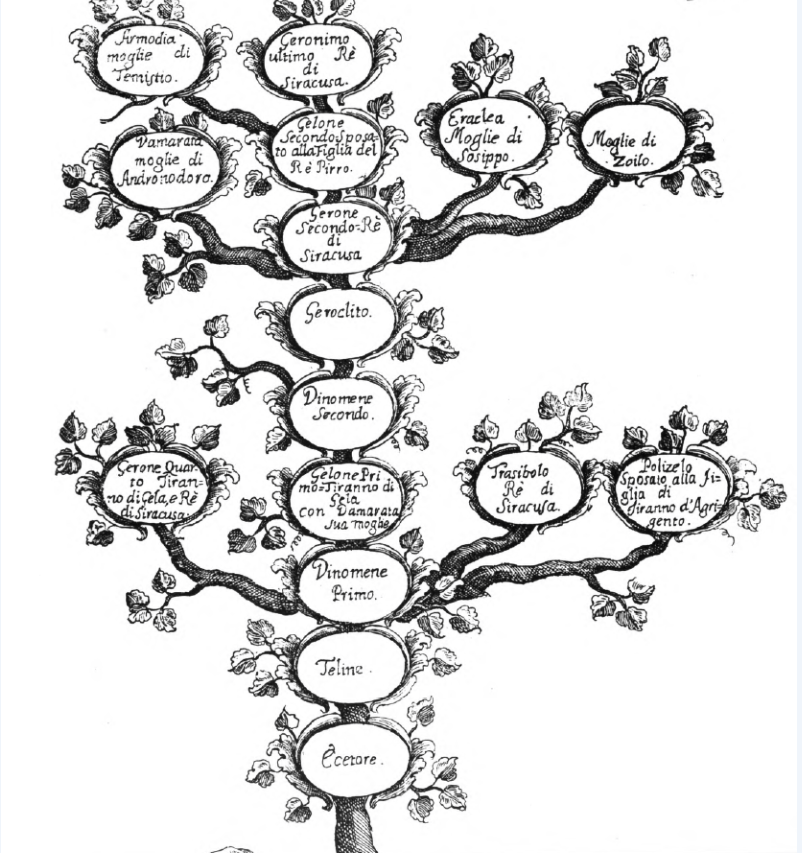
L'albero genealogico dei Dinomenidi, disegnato da Carlo Filiberto Pizolanti nel 1753

|          |                                      |                                      |          |                     |          |          |           |           |
|          |                                      |                                      |          | Dinomene il Vecchio |          |          |           |           |
|          |                                      |                                      |          |                     |          |          |           |           |
|          |                                      |                                      |          |                     |          |          |           |           |
|          | Gelone sp. Damarete figlia di Terone | Gelone sp. Damarete figlia di Terone | Gerone I | Gerone I            | Polizelo | Polizelo | Trasibulo | Trasibulo |
|          |                                      |                                      |          |                     |          |          |           |           |
|          |                                      |                                      |          |                     |          |          |           |           |
| (figlio) | (figlio)                             | (?)                                  | (?)      |                     |          |          |           |           |
|          |                                      |                                      |          |                     |          |          |           |           |
|          |                                      |                                      |          |                     |          |          |           |           |
|          |                                      | Ierocle                              |          |                     |          |          |           |           |

## Origini

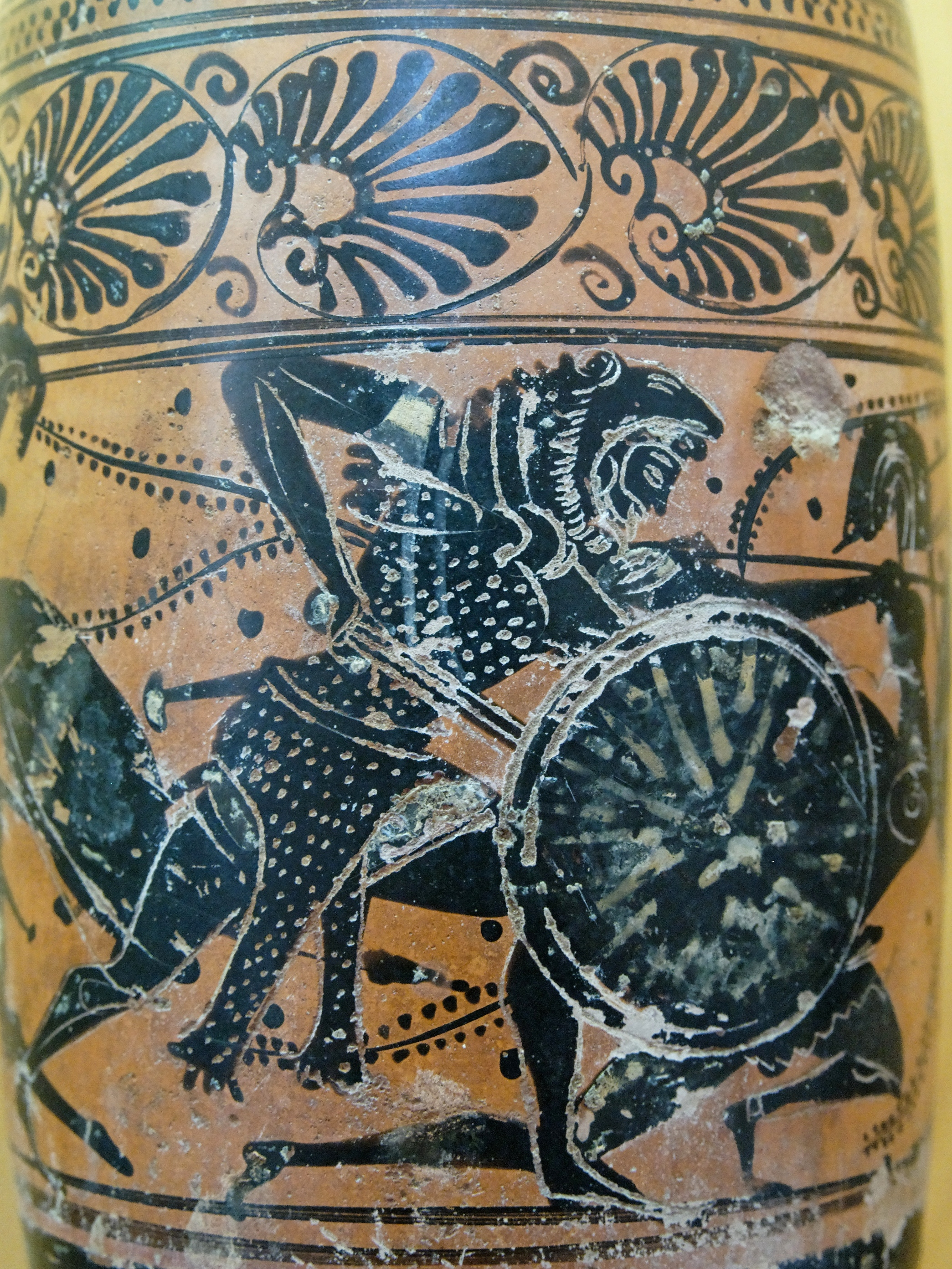
Vaso attico raffigurante Eracle e le Amazzoni, datato al V sec. a.C., proveniente da Gela nel tempo in cui era dominata dai Dinomenidi.

L'origine di questa dinastia è incerta poiché inizialmente si disse che la sua provenienza fosse da collocare nei pressi di Lindo, città dell'isola di Rodi, ma Erodoto smentì questa diceria affermando che fosse originaria di Telos, una delle maggiori isole del Dodecaneso, a circa 40 km dalle coste nordoccidentali di Rodi.
Gli antenati dei Dinomenidi furono considerati i fondatori della polis di Gela, presso la quale nacque il primo dei Dinomenidi, facendola diventare loro luogo natio. Colui che diede avvio all'appellativo di dinastia tirannica fu il maggiore dei figli di Dinomene, Gelone.
(Erodoto, Storie, VII, 153, 1. Traduzione di Andrea Mustoxidi)
Alcuni studiosi scrivono οἰκήτωρ con l'iniziale maiuscola, facendone un nome proprio di persona, e credono che Ecetore fosse figlio di Teline e che nel contempo fosse padre di Dinomene il Vecchio, genitore di Gelone. Ma altri studiosi contrastano questa tesi obiettando che Ecetore visse un tempo molto antecedente a quello di Teline e che quindi i ruoli sono da invertire; Ecetore divenne padre di Teline e fu il primo di questa dinastia a mettere piede in Sicilia.
La Gela siceliota venne fondata quarant'anni dopo Siracusa, da coloni provenienti dal mare Egeo, capitanati da Antifemo di Rodi ed Entimo di Creta, e prese il nome di Lindioi dagli abitanti dell'antica città rodiese di Lindos (688 a.C.) 
Discendenti di questi fondatori furono i progenitori di Gelone. Teline, il nonno del primo tiranno della casata, fu un sacerdote o ierofante, la figura misterica più importante della comunità, votato al culto di Cerere, dea della fertilità e madre di Proserpina rapita da Ade, il dio degli inferi. Le dee della terra che in alcune zone della Sicilia trovarono grande riscontro religioso, tra cui Siracusa dove Gelone, stando alla testimonianza di Diodoro Siculo, fece costruire un grandioso tempio ad esse dedicato.
Tale legame di Gelone a questo culto è secondo gli storici un indizio ben preciso che farebbe risalire la sua parentela con il sacerdote religioso di Gela, Teline. Erodoto chiama Gelone discendente di Teline: «ὁ Γέλων ἐὼν Τηλίνεω τοῦ ἱροφάντεω ἀπόγονος», "Gelone, che era discendente dello ierofante Teline".

## Il dominio della prima casata

### Da Gela a Siracusa
(Karl Julius Beloch, L'impero siciliano di Dionisio, Reale Accademia dei Lincei, 1880-81.)
Gelone dopo essersi distinto in battaglia e aver conquistato la fiducia del tiranno gelese, Ippocrate, alla morte di questo, avvenuta durante la battaglia di Hybla, riuscì a prendere le redini del comando di Gela diventandone il nuovo tiranno nell'anno 491 a.C. Pochi anni dopo, intromettendosi nelle diatribe aretusee dove vi erano delle lotte in corso tra i discendenti dei siculi e i discendenti dei corinzi, Gelone riuscì a far imporre il proprio volere e nell'anno 485 a.C. si fece incoronare primo tiranno di quella città, importandole la forma politica assolutistica, la tirannide.
Questo avvenimento comportò un momento decisivo nella storia dinastica dei Dinomenidi, Gela e Siracusa, un tempo rivali con l'affermazione della prima sulla seconda, si ritrovarono governate entrambe dallo stesso tiranno. Ma la situazione mutò ulteriormente quando Gelone si trasferì definitivamente con la sua corte nella polis aretusea, affidando il comando gelese a suo fratello Gerone I.
Da quel momento le cronache, che un tempo narrarono della potenza di Gela definendola la maggiore della Sicilia, mutarono con la decisione del dinomenide, e l'influenza geloa andò eclissandosi mentre venne inaugurata l'epoca siracusana che avrà sviluppi tali, tra turbolenze, lotte e potere, da portare il nome dei Dinomenidi a divenire noto in grande parte del Mediterraneo.

### La lotta per la successione

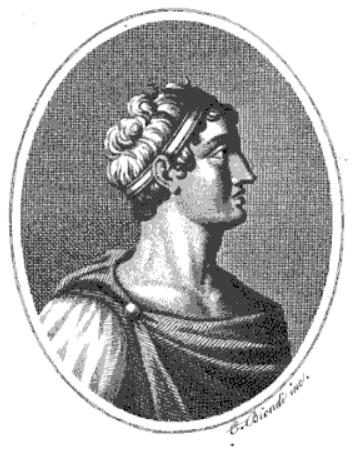
Gerone I; quarto tiranno di Gela e secondo tiranno di Siracusa.

Gelone morì senza lasciare eredi, dunque nominò come suo successore il secondo dei Dinomenidi, il fratello Gerone I o Ierone, il quale per venire a Siracusa lasciò il comando di Gela in mano a Polizelo, terzogenito della casata. Polizelo tuttavia godeva delle simpatie dei siracusani, i quali, forse anche considerando che egli aveva sposato l'amata vedova di Gelone, Demarete, lo acclamavano ancor di più di quanto facessero con Ierone.
Ierone, provando gelosia per questo atteggiamento e temendo di perdere il regno appena acquisito, provò a sbarazzarsi del fratello inviandolo in una spedizione bellica in Italia, affidandogli le forze armate di Sibari che chiedevano aiuto contro Crotone. Ma Polizelo intuendo le oscure intenzioni del fratello si rifiutò di partire e andò a rifugiarsi presso il tiranno di Akragas, Terone, nonché suo suocero perché padre di Demarete.
Il figlio di Terone, Trasideo, ottenne il governo di Imera ma trattò con crudeltà i suoi abitanti, per cui questi chiesero a Gerone I di prendere il posto di Trasideo nella loro polis, convinti che il sovrano aretuseo avrebbe accettato perché adirato con Terone che proteggeva suo fratello Polizelo. Ma Gerone preferì raccontare del tradimento imerese direttamente a Terone, anziché accettare la corona che gli veniva offerta. E facendo ciò, ottenne quel che voleva; il tiranno di Akragas per ringraziarlo gli riconsegnò tra le mani Polizelo. Per Imera la punizione fu fatale, vennero puniti gli abitanti e la città rimase spopolata e in seguito ripopolata con Dori e genti della Grecia per volere di Terone. Su questo crudele finale, l'ombra della colpa ricadde su Gerone I, colpevole di aver tradito la fiducia che gli imeresi avevano risposto in lui.
Polizelo e Demarete tornarono sotto la benevolenza di Gerone, entrambi morirono poco tempo dopo e si racconta che Terone fu rattristato dal destino dei due sposi assediati dal cognato che portava la corona aretusea. Gela pare venne retta da un periodo democratico dopo la scomparsa di Polizelo.

### Le guerre e l'ultimo tiranno
Nel frattempo Gerone dovette affrontare le mire espansionistiche di Akragas, che divenendo nota ai più ed essendo governata da Trasideo, ruppe l'alleanza stipulata da suo padre e dichiarò guerra a Siracusa con l'appoggio di Cartagine. Noncurante che in precedenza Terone e Gelone avessero sconfitto i cartaginesi ad Imera proprio con un patto che univa le due poleis, la mossa di Trasideo fu errata e dopo essere stato sconfitto da Gerone, si adirò contro le ire dei suoi stessi cittadini, i quali per mano di Metone, padre del grande filosofo agrigentino Empedocle, lo cacciarono e stabilirono nella propria terra un governo democratico poiché Empedocle, dopo aver ricevuto da Akragas l'offerta di divenirne signore, rifiutò e la polis si diede quindi nuove leggi, mandando ambasciatori presso la corte del dinomenide Gerone a domandargli la pace che egli volentieri concesse.
Gerone rese grande il nome dei Dinomenidi sconfiggendo gli etruschi in Campania e riportando delle vittorie ad Olimpia che gli valsero le lodi di Pindaro, che così lo apostrofò:
(Pindaro, Ode III, pitia)
Dopo altre battaglie di rilievo, Gerone si ammalò e morì. Lasciò un figlio, Dinomene, al quale affidò le terre etnee mentre il suo posto nella capitale venne preso dall'ultimo dei figli di Dinomene il Vecchio, Trasibulo. Alcuni studiosi, rifacendosi ad un passo di Aristotele, sostengono che Trasibulo fosse in realtà stato nominato come reggente e non come sovrano definitivo, poiché Gelone aveva lasciato un figlio e che questi era stato affidato allo zio fino alla maggiore età. Ma le cronache non narrano dell'esistenza di questo figlio, eppure Aristotele afferma che Trasibulo fomentava le passioni del giovane e lo distraeva dal potere affinché egli potesse governare al suo posto.
Egli fu l'ultimo tiranno di Gela, governò per un solo anno poiché il suo tempo fu travolto dallo scoppio della rivoluzione.

### Rivoluzione e conseguenze
La rivoluzione scaturì dal malgoverno di Trasibulo, il quale venne considerato dei Dinomenidi il peggiore. Probabilmente fatto storico non trascurabile fu anche l'espandersi di quella forma politica definita democrazia che da Atene fece sentire il suo influsso anche in Sicilia. I siracusani, oppressi dai pretendenti al potere assoluto, stavolta non perdonarono le ambizioni egoistiche del dinomenide e gli dichiararono una vera e propria guerra volta a cacciarlo dal trono ereditato.
Trasibulo raccolse le sue forze militari, facendo leva sui mercenari e sugli alleati da Catania, raggiungendo il numero di 15.000 uomini armati. I siracusani mandarono ambasciatori alle città vicine e ricevettero l'aiuto sperato sia dai sicelioti che dai siculi, in più potevano contare sull'armata nazionale che si pose contro il tiranno.
Il dinomenide tentò un primo scontro frontale in mare, ma ebbe la peggio perdendo molte delle sue galee. Allora tentò di avere maggior fortuna sulla terraferma ma anche lì fu sconfitto e dovette venire alla resa, concordando la pace con i siracusani in cambio del definito esilio che venne stabilito a Locri.
Con il suo allontanamento cessò di governare la dinastia dei Dinomenidi in Sicilia.

## Discendenti

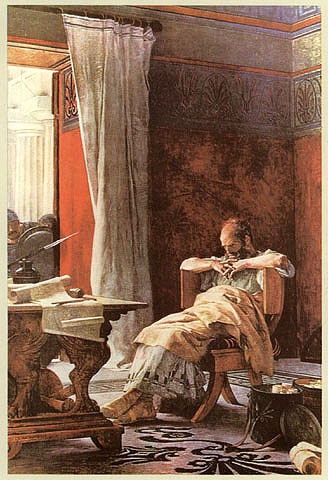
Archimede da Siracusa; secondo le ipotesi di alcuni studiosi potrebbe essere un discendente dell'antica casata dei Dinomenidi.

Gerone II, quasi due secoli dopo la scomparsa dell'ultimo dinomenide, rivendicò l'appartenenza a tale antica famiglia. Egli disse di essere figlio di Ierocle, un nobile siracusano che diceva discendere direttamente da Gelone. Ciò non sarebbe ovviamente possibile se Gelone non lasciò prole, ma se Aristotele nel suo passaggio avesse effettivamente ragione ad affermare che vi fosse un figlio suo tenuto segreto, allora si spiegherebbe l'origine di tale discendenza.
Ierone II visse al tempo di Archimede, il quale, secondo Plutarco, era suo parente. Le cronache narrano di una unione tra Ierone II e Archimede, poiché il primo fu protettore del secondo e questi mise il suo genio al servizio della patria e dell'umanità.
Il padre di Archimede, secondo interpretazione degli storici, fu Fidias, un astronomo siracusano, che il matematico stesso nomina nella sua opera Arenario (il contatore dei granelli di sabbia) in lingua greca Αρχιμήδης Ψαμμίτμς, Arquímedes Psammites. Che legami ci fossero tra Fidias e Gerone II non è chiaro, ma se l'ipotesi sostenuta da Plutarco fosse reale, ciò implicherebbe per Archimede un legame dinastico con la nobile famiglia dei Dinomenidi. Nel testo del Mazzucchelli si fa molta attenzione alle parole dei vari storici al riguardo. Per contrapporre un peso alle parole di Plutarco, si prende ad esempio l'espressione usata da Cicerone nel descrivere il genio archimedeo come humilem homunculum a pulvere et radio excitabo, ovvero un uomo umile vissuto lontano dagli onori di corte. Stessa descrizione ne dà un altro romano, Silio Italico che lo definisce in questi termini: Nudus opum; sed cui coelum terraeque paterent. Vi è per cui una netta differenza tra i fasti greci che lo definiscono intimo della corte ieroniana e le cronache romane che invece ne decantano un aspetto umile e povero.
Lo studioso Giacomo Buonanni, contemporaneo settecentesco del Mazzuchelli, trova una via di mezzo dichiarando che egli crede sì che Archimede fosse parente di Gerone II come stabilisce Plutarco, ma non crede che lo stesso abbia discendenze di stirpe reale. Di simile opinione fu anche Vincenzo Mirabella.
Venendo a Ierone II, egli ebbe un figlio che chiamò Gelone II, dandogli il nome che ricalcava il ricordo sempre caro nella memoria dei siracusani per Gelone I. La sorte di tale discendenza fu comunque sfortunata poiché dopo un lungo regno di pace, l'insidia di Roma portò scompiglio nella politica aretusea; nacquero le fazioni filo-romane che volevano consegnare la polis nelle mani dei consoli capitolini e nacquero le fazioni patriottiche che volevano tenere fuori dalla loro porta Roma. Di tal caus ne subirono le immediate conseguenze i discendenti dell'ultimo grande tiranno, Gerone II. Suo nipote, Geronimo, essendo stato posto sul trono ad età troppo giovane, venne ucciso da un complotto politico a soli sedici anni. Poi la furia del popolo si rivolse verso le principesse reali; Demarata e Armonia, figlie ieroniane, vennero cercate e uccise, come ci racconta Valerio Massimo in un racconto pieno di particolari. E la stessa sorte toccò a Eraclea, altra figlia di Ierone II e moglie di Zoippo, zio di Geronimo, ella si rifugiò con le sue due figlie presso un tempietto dedicato agli dei che aveva in casa, sperando così di scoraggiare i suoi aggressori trovandosi in luogo sacro, ma non vi fu nulla da fare, venne uccisa e poco dopo vennero uccise per strada le sue due figlie. Troppo tardi giunse l'ordine popolare che bloccava ogni rappresaglia con la famiglia reale. La polis si avviò verso la Seconda guerra punica e toccò ad Archimede la responsabilità di difenderne le mura con il suo ingegno.

## Dinomenidi ed Emmenidi
Gli Emmenidi (in greco Εμμενίδαι) furono un'antica casata nobiliare di Agrigento. Con gli Emmenidi i Dinomenidi ebbero le unioni matrimoniali più frequenti. Gelone sposò la figlia del tiranno agrigentino Terone, Demarete, inaugurando così l'alleanza tra le due famiglie. Non si conosce tuttavia la data di tale matrimonio.
Per volere del tiranno stesso, la vedova Demarete si risposò nel 478-477 a.C. con Polizelo dei Dinomenidi. Gerone I, il quale ebbe tre mogli diverse, si unì nel terzo matrimonio con una emmenide, di cui le fonti tacciono il nome, figlia del tiranno Senocrate, fratello di Terone. E Terone sposò la figlia di Polizelo in seconde nozze verso il 485 a.C.
Gli Emmenidi si dissero originari di Rodi o di Tera, anche se Pindaro li definì d'origine tebana. Il rapporto che essi stabilirono con i Dinomenidi servì a formare un solido legame tra le tre poleis d'origine dorica di Sicilia: Agrigento-Gela-Siracusa, ma tale legame venne spezzato dall'emmenide Trasideo, il quale, ponendosi contro il dinomenide Gerone I, portò allo scontro le rispettive poleis da essi governate. Egli fu l'ultimo tiranno degli Emmenidi.